# Norma Nolan
Norma Beatriz Nolan (Venado Tuerto, 22 aprile 1938) è una modella argentina, incoronata Miss Universo 1962.
La Nolan è stata la prima donna argentina ad ottenere il titolo di Miss Universo, consegnatole a Miami, in Florida il 14 luglio 1962. In precedenza era stata incoronata anche Miss Argentina 1962. Norma Nolan è di origini Irlandesi e italiane. Dopo l'anno di regno come Miss Universo, Norma Nolan si ritirò a vita privata.